# Carl Ludwig von Storch
Carl Ludwig von Storch (* 13. Januar 1729; † 2. Mai 1781 in Stockholm) war Landdrost in Mecklenburg und Regierungsrat in Schwedisch-Pommern.

## Leben
Carl Ludwig von Storch, geboren irgendwo in Mecklenburg, war der Sohn von Carl Friedrich Storch (1688–1749), Kommerzienrat des Herzogs Karl zu Mecklenburg (Prinz von Mirow), und der Lucia von Müller, Tochter des Gutsbesitzers Johann von Müller zu Groß Renzow.
1752 kaufte er die Güter Hoppenrade, Lüdershagen und Klein Grabow.
Er wurde 1753 zusammen mit seinem Bruder Caspar Friedrich in Wien in den Reichsadelsstand erhoben. Im selben Jahr wurde er Amtmann in Güstrow und mecklenburgischer  Landdrost. 1756 nahm er seinen Abschied aus mecklenburgischen Diensten. 1763 kaufte er das Dorf Kölln mit der Köllner Wassermühle an der Nebel. 1770 ging er in Konkurs, zu dessen Abwendung er 1777 Hoppenrade und Kölln verkaufen musste.
1775 wurde er Regierungsrat in Schwedisch-Pommern. Im selben Jahr wurde er Mitglied der Verwaltung der Branntweinregalien im schwedischen Königreich.
Am 28. Juni 1776 erhielt er die schwedische Adelsnaturalisation, wegen vermeintlicher Abstammung vom 1632 geadelten schwedischen Rittmeister Jon Persson Stårk unter dem Namen Stårk.
Er war Mitglied der Königlich Patriotischen Gesellschaft (Kungliga Patriotiska Sällskapet).
Carl Ludwig von Storch war mit seiner Cousine Lucia Friederike von Müller († 1772) verheiratet, der Tochter des kurhannoverschen Amtmanns Johann Detlof von Müller. Die beiden hatten zwei Töchter und vier Söhne.